# Sabina Sharipova
Sabina Sharipova (nacida el 4 de septiembre de 1994 en Taskent) es una jugadora de tenis uzbeka.
Su mejor clasificación en la WTA ha sido la número 122 del mundo, lograda en  noviembre de 2018. En dobles alcanzó el número 197 del mundo en octubre de 2017. 
Hasta la fecha, ha ganado 13 títulos individuales y 4 títulos de dobles en el circuito ITF.
Jugó por Uzbekistán en la Fed Cup, Sharipova tiene un récord de ganados y perdidos de 9-7.

## Títulos ITF
| Torneos de $100,000 |
| Torneos de $80,000  |
| Torneos de $60,000  |
| Torneos de $25,000  |
| Torneos de $15,000  |
| Torneos de $10,000  |

### Individual (9)
| N.º | Fecha                   | Torneo               | Superficie | Oponentes            | Resultado           |
| --- | ----------------------- | -------------------- | ---------- | -------------------- | ------------------- |
| 1.  | 30 de octubre de 2010   | Kuching, Malasia     | Dura       | Sandy Gumulya        | 6–4, 6–3            |
| 2.  | 28 de abril de 2012     | Andijan, Uzbekistán  | Dura       | Jang Su-jeong        | 6–2, 6–4            |
| 3.  | 1 de junio de 2013      | Karshi, Uzbekistán   | Dura       | Yang Yi              | 6–2, 6–3            |
| 4.  | 8 de junio de 2013      | Karshi, Uzbekistán   | Dura       | Ankita Raina         | 6–3, 6–3            |
| 5.  | 23 de noviembre de 2013 | Astaná, Kazajistán   | Dura (i)   | Alena Tarasova       | 7–5, 6–0            |
| 6.  | 11 de abril de 2015     | Karshi, Uzbekistán   | Dura       | Ksenia Lykina        | 6–2, 6–3            |
| 7.  | 20 de febrero de 2016   | Nueva Delhi, India   | Dura       | Nina Stojanović      | 3–6, 6–2, 6–4       |
| 8.  | 28 de mayo de 2016      | Andijan, Uzbekistán  | Dura       | Veronika Kudermetova | 7–5, 6–0            |
| 9.  | 4 de septiembre de 2016 | Guiyang , China      | Dura       | Guo Hanyu            | 6–7(1), 7–6(0), 6–4 |
| 10. | 25 de junio de 2017     | Fergana, Uzbekistán  | Dura       | Elena Rybakina       | 6–4, 7–6(7–5)       |
| 11. | 14 de abril de 2018     | Estambul, Turkey     | Dura       | Elena Rybakina       | 7-6(7-0), 6-4       |
| 12. | 2 de junio de 2018      | Andijan, Uzbekistán  | Dura       | Kaja Juvan           | 6–4, 6–2            |
| 13. | 9 de junio de 2018      | Namangan, Uzbekistán | Dura       | Iryna Shymanovich    | 6–1, 6–1            |

### Dobles (4)
| Legend                        |
| ----------------------------- |
| $100,000 tournaments          |
| $75,000 / $80,000 tournaments |
| $50,000 / $60,000 tournaments |
| $25,000 tournaments           |
| $10,000 / $15,000 tournaments |

| N.º | Date                     | Tournament          | Surface | Partner           | Opponents                                 | Score            |
| --- | ------------------------ | ------------------- | ------- | ----------------- | ----------------------------------------- | ---------------- |
| 1.  | 25 de octubre de 2010    | Kuching, Malaysia   | Dura    | Sandy Gumulya     | Rushmi Chakravarthi Élodie Rogge-Dietrich | 6–3, 6–2         |
| 2.  | 7 de mayo de 2012        | Almaty, Kazajistán  | Dura    | Ekaterina Yashina | Albina Khabibulina Anastasiya Vasylyeva   | 6–4, 3–6, [10–3] |
| 3.  | 26 de mayo de 2014       | Bukhara, Uzbekistán | Dura    | Veronika Kapshay  | Nigina Abduraimova Akgul Amanmuradova     | 6–4, 6–4         |
| 4.  | 17 de septiembre de 2017 | Guiyang, China      | Dura    | Lidziya Marozava  | Jiang Xinyu Tang Qianhui                  | 6–2, 6–3         |